# Tiefbau (Bergbau)

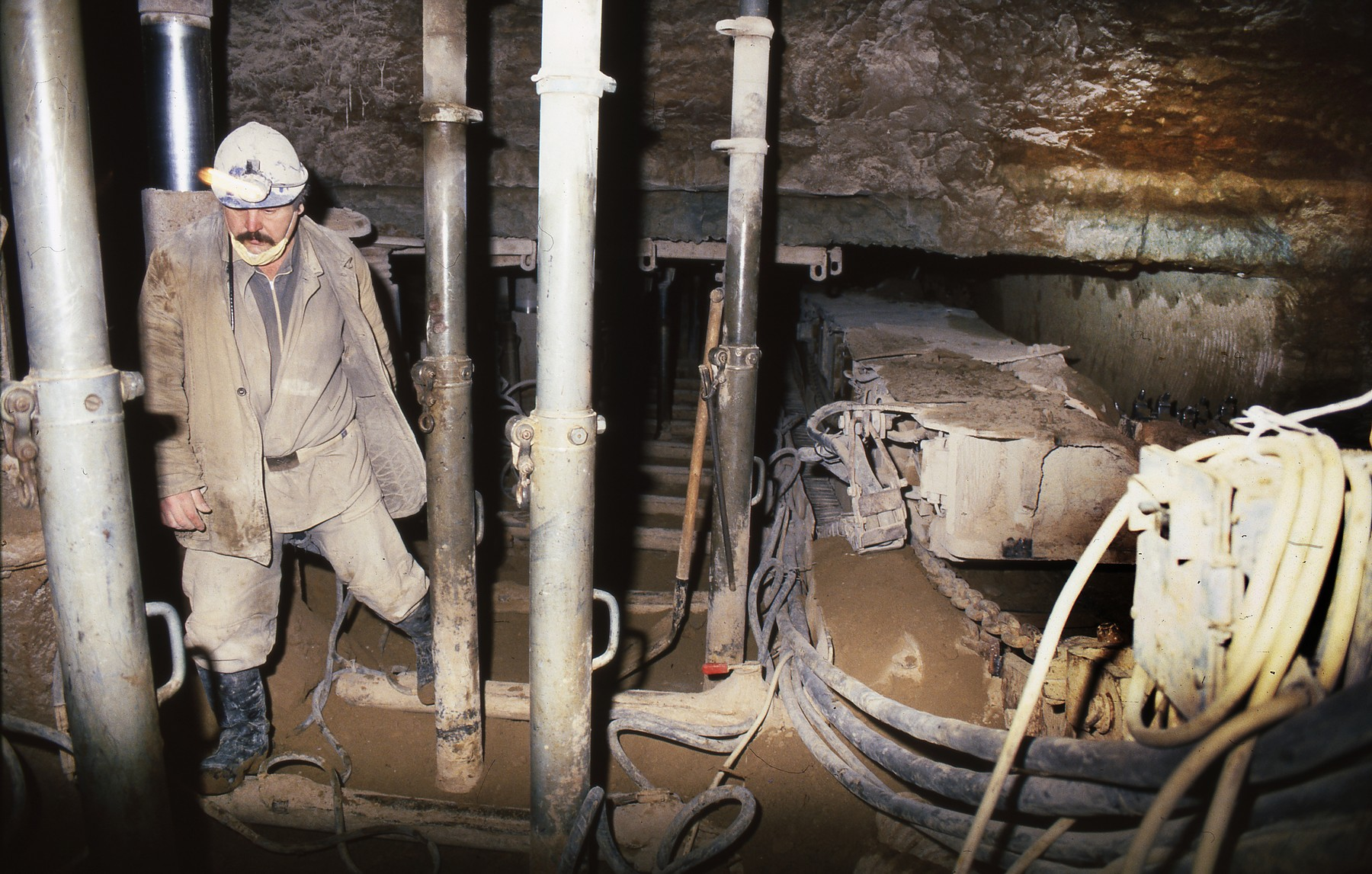
Kohtla-Ölschieferbergwerk in Estland

Als Tiefbau bezeichnet man die Form des Untertagebaus, bei dem die Erschließung der Lagerstätte und der Abbau der Rohstoffe in größerer Teufe erfolgen. Beim Tiefbau liegt das Grubengebäude ganz oder teilweise unterhalb der am Standort tiefstmöglichen Stollensohle. Dem Tiefbau zuströmendes Grubenwasser kann somit nicht mehr (wie beim Stollenbau) natürlich abgeführt werden, sondern muss an die Erdoberfläche gehoben werden. Gruben, die mittels Tiefbau aufgeschlossen werden, nennt der Bergmann Tiefbaugruben.

## Grundlagen
Bei Lagerstätten, die sich vollständig oder teilweise unterhalb der Talsohle befinden, stößt die Gewinnung der Bodenschätze mittels Stollenbau an ihre Grenzen. Dies liegt in erster Linie an Art und Weise der Auffahrung des Stollens. Bereits die Lage des Ansatzpunktes für den Stollen, nämlich oberhalb des Hochwasserspiegels der Talsohle, lässt sich bei unterhalb der Talsohle liegenden Lagerstätten nicht mehr realisieren. Hier muss ein anderer Zugang zur Lagerstätte geschaffen werden. Zwar ist im begrenzten Umfang auch ein Arbeiten mittels Unterwerksbau möglich, jedoch ist mit dieser Bauweise stets ein Risiko für die Bewetterung und die Wasserhaltung verbunden. Bei einem Deckgebirge mit großer Mächtigkeit wird der Zugang zur Lagerstätte erheblich schwerer. Problematisch wird der Zugang zu der Lagerstätte dann, wenn mit dem Zugang eine Mergelschicht, in der sich klüftige Gesteine mit zähen Tonlagen abwechseln, durchörtert werden muss. Bei Lagerstätten mit mächtigem Deckgebirge kann ein Zugang zu der darunterliegenden Lagerstätte nur durch einen Schacht erfolgen.

## Geschichte
Um zunächst den Betrieb als Unterwerksbau auf tiefer gelegene Teile der Lagerstätte auszudehnen, bediente man sich verschiedener Lösungen. Kleine Vorhaben wurden mit Menschenkraft (Handpumpen, Eimer) von den Pumpenknechten bewältigt. Größere Tiefen waren nur mit Wasserkünsten wie der Heinzenkunst oder der Pumpenkunst möglich. Erst die Anwendung der Dampfmaschine, vorrangig zum Antrieb einer Wasserhaltung, jedoch auch als Fördermaschine und zum Antrieb der Ventilatoren zur Bewetterung, ermöglichte im breiten Rahmen den Vorstoß in größere Teufen und damit den heutigen Tiefbau. Zu den Pionieren des Tiefbaus zählte Franz Haniel. Unter seiner Mitwirkung wurde ein seigerer Schacht (Victoria) mit einer Teufe von 46 Metern 1808 auf der Zeche Vollmond in Werne (heute Bochum) durch das grundwasserführende Deckgebirge abgeteuft. Die zu hebenden Wassermengen waren zunächst noch vergleichsweise gering, da das oberhalb des Tiefbaus zuströmende Wasser nach wie vor über Stollen abgeführt werden konnte. Ein weiterer Schritt in der technischen Entwicklung der Tiefbauzechen vollzog sich in der zweiten Hälfte des 19. Jahrhunderts mit dem Bau von Bergwerken im ebenen Gelände. Hier war ständig sämtliches Grubenwasser maschinell abzuführen, was nur durch den Einsatz noch leistungsfähigerer Pumpen möglich wurde. Zahlreiche durch Wassereinbrüche verursachte Unglücksfälle dieser Zeit künden von den mit dem Tiefbau verbundenen Schwierigkeiten. Im Ruhrgebiet war erst mit der technischen Beherrschung des Tiefbaus die Möglichkeit zur Ausdehnung des Ruhrbergbaus aus dem Tal der Ruhr nach Norden gegeben.

## Anwendung
Der Tiefbau wird dort angewendet, wo das Anlegen von Stollen nicht mehr sinnvoll ist, nämlich sobald die Talsohle unterschritten wird. Zum Aufschluss einer Lagerstätte im Tiefbau ist ein System von untertägigen Grubenbauen erforderlich. Um die Lagerstätte unterhalb der Talsohle im Tiefbau auszubeuten, muss die Lagerstätte durch andere Grubenbaue zugänglich gemacht werden. Dies kann bei geringmächtigem Deckgebirge über eine nach unten geneigte Strecke erfolgen. Bei größeren Teufen muss die Erschließung durch einen Schacht erfolgen. Hierzu können seigere oder tonnlägige Schächte verwendet werden. Zur Aufschließung tiefer Lagerstätten mit meist mächtigem Deckgebirge werden überwiegend seigere Schächte verwendet. Bei Lagerstätten mit geringerer Teufe, wie sie im Erzbergbau des Öfteren vorkommen, werden auch vermehrt tonnlägige Schächte verwendet. Bei Tiefbauanlagen muss ein besonderes Augenmerk auf die Wasserhaltung mittels Wasserhebemaschinen gelegt werden. Insbesondere dort, wo im Deckgebirge mächtige Mergelschichten vorhanden sind, ist in der Regel salziges Grubenwasser vorhanden, das nach über Tage gepumpt werden muss.

## Wirtschaftlichkeit
Die Wirtschaftlichkeit des Tiefbaus hängt von mehreren Faktoren ab. Ein wichtiger Faktor ist dabei der Wert des abzubauenden Minerals. So spielt es bereits eine große Rolle, ob es sich bei dem abzubauenden Mineral um Steinkohle oder Braunkohle handelt. Des Weiteren spielen die Größe des Lagerstätteninhalts sowie sein Gehalt eine entscheidende Rolle für die Wirtschaftlichkeit des Tiefbaus. Da man für den Betrieb im Tiefbau zuvor einen großen Aufwand in Form von Aus- und Vorrichtung betreiben muss, um an die abbauwürdigen Mineralien zu gelangen, muss auch zuvor sichergestellt sein, dass das Bergwerk über eine genügend große Lagerstätte verfügt, um so einen längerfristigen Betrieb zu gewährleisten. Letztendlich ist auch die Mächtigkeit des Deckgebirges ein entscheidender Faktor für die Wirtschaftlichkeit des Tiefbaus. Allerdings verschiebt sich die Grenze der Wirtschaftlichkeit des Tiefbaus gegenüber dem Tagebau aufgrund neuer Bergtechnik in größere Teufen. Besonders spielt hier die Festigkeit des Deckgebirges eine wesentliche Rolle. Dabei ist es entscheidend, ob das Deckgebirge aus weichen, leicht abräumbaren Materialien wie Sand, Ton oder Schotter besteht, oder aus festem Gestein zusammengesetzt ist.